# Auburn, Alabama
Auburn är en stad i den amerikanska delstaten Alabama med en yta av 147,2 km² och en befolkning som uppgår till cirka 57 833 invånare (2009).
Staden är belägen i den östra delen av delstaten 80 km nordost om huvudstaden Montgomery, och cirka 35 km väster om gränsen mot Georgia.     
I Auburn finns ett universitet – Auburn University – som har cirka 23 000 studenter och ett konstmuseum med bland annat verk av ett antal välkända europeiska konstnärer som Dali, Chagall, Renoir, Picasso och Matisse.
Inom stadens gränser och i dess närhet finns sex 18-håls golfbanor av hög kvalitet.